# Xichangs satellituppskjutningscenter

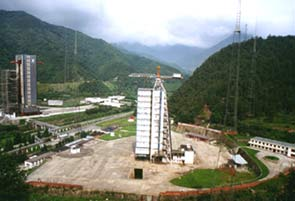

Xichangs satellituppskjutningscenter (西昌卫星发射中心) är en kinesisk rymdbas, belägen cirka 64 kilometer nordväst om Xichang i den autonoma prefekturen Liangshan, Sichuan-provinsen. Det stod färdigt 1984 och har särskilt använts för uppskjutning av kommunikationssatelliter.
Sedan 1984 har olika modeller av raketen Chang Zheng skjutits upp från Xichang. 1996 inträffade en allvarlig olycka då en raket med satelliten Intelsat 708 störtade endast ett par sekunder efter uppskjutningen och ett okänt antal människor i omgivningen omkom.
Centret är känt för att ha skjutit upp månsonden Chang'e 1.
Centret är viktigt för det europeisk-kinesiska rymdsamarbetet, då de två första exemplaren av satelliten Double Star sköts upp därifrån i december 2003.
Några av de raketer som används på centret är:
- Chang Zheng 3
- Chang Zheng 3A
- Chang Zheng 3B
- Chang Zheng 3C